# Simona Ghisellini
Simona Ghisellini (Occhiobello, 20 gennaio 1974) è un'ex pallavolista e allenatrice di pallavolo italiana.
Giocava nel ruolo di palleggiatrice; ricopre il ruolo di assistente allenatrice nella Beng Rovigo Volley.